# 沖雅也
沖 雅也（おき まさや、1952年〈昭和27年〉6月12日 - 1983年〈昭和58年〉6月28日）は、日本の俳優。本名：日景 城児（ひかげ じょうじ）、出生名：楠 城児（くすのき じょうじ）。
大分県別府市生まれ。大分市立王子中学校、通信制の高校卒業。日活出身。JKプランニングに最終所属。
身長183cm。

## 来歴

### 生い立ち
1952年（昭和27年）6月12日、大分県別府市に、父は旧制高等小学校出の石油卸売業、祖父は東京帝国大学医学部出の医師であり、大病院経営という裕福な家庭に生まれる。出生名は楠城児といった。しかし父親の事業失敗のために大分県大分市に転居、その後も市内を転々とする生活を送った。小学生の頃は手に負えない程いたずらをするなど、わんぱくな一面があった。

### 上京
中学2年時の1966年12月、両親が離婚し、父に付くも、家庭不和により1968年1月4日、中学校の卒業前に家出。10万円の全財産とバッグ一つで上京。当日はホテルニューオータニへ宿泊。翌日から氏名と年齢を偽り、住み込みで中華そば屋の店員やカステラ工場の配送員の助手など職を転々とし、最後はスナックのバーテンダーをしていた。中学は卒業していなかったが、1968年にデビューする際、大分市内のホテルで佐藤文生代議士や大分市長らも出席してレセプションが開かれ、この席上で王子中学校の校長が沖に中学の卒業証書を手渡した。それまでは大分舞鶴高校3年時に中退ということにしていた。その後は高校の通信教育で卒業している。

### 日活時代
ある日、客からスカウトされファッション誌のモデルになるも、単発的な仕事だったためスナック勤めを続けながら業務をこなしていたが、食う物にも困る程生活が苦しかった。
1968年、バーテンをしていた16歳のとき、オスカープロモーション設立前の古賀誠一にスカウトされ、古賀が沖を日活関係者に紹介して『ある少女の告白 純潔』で銀幕デビューし、丘みつ子とのコンビで売り出される。
1969年にはエランドール新人賞を受賞、その後は数々の日活作品に助演する。芸名の「沖雅也」の「雅」は当時の日活社長の堀雅彦の一字から名付けられるなど、相当な期待を受けていたが大きな役には恵まれずにいた。
1971年に入り、ロマンポルノ映画製作へと移行する前の日活最後の一般映画となる『八月の濡れた砂』でようやく主役に抜擢されるも、撮影開始直後にオートバイ事故のケガで降板という不運に見舞われた。そして日活を退社し、松竹へと移籍する。

### 「必殺シリーズ」出演
テレビドラマ『さぼてんとマシュマロ』の主演で人気を博し、他に『金メダルへのターン!』（フジテレビ）、『キイハンター』（TBS）にセミレギュラー出演するなど、気鋭の若手として注目を浴びた。初期はアイドル的な人気であったが、徐々に大人の役者への脱皮を試みる時期となった。1972年の映画『高校生無頼控』では主役に抜擢された。また松竹製作の映画数本にW主役や準主役で出演した。
1973年に必殺シリーズ（朝日放送）第2作『必殺仕置人』の棺桶の錠役に抜擢される。山﨑努、藤田まことらとの共演で注目され、2年後（1975年）のシリーズ第6作『必殺仕置屋稼業』にもレギュラー出演。沖は役に入れ込み、棺桶の錠とはガラリと印象の変わった冷徹な殺し屋・市松を演じた。その間の1974年にはNHK金曜時代劇『ふりむくな鶴吉』の主演にも抜擢されているなど、この時期は時代劇での活躍が目立った。1975年、沖は実父の死去を受け、池袋にあるバーに勤務している際、知り合っていた日景忠男と養子縁組、日景城児となった。

### 太陽にほえろ!（第1期）〜俺たちは天使だ!
第1期のレギュラー出演となる以前、沖は1972年9月放送の『太陽にほえろ!』第10回「ハマッ子刑事の心意気」に、神奈川県警浜崎署・久保刑事の名で石塚刑事の好敵手として初出演を果たした。その後、『必殺仕置屋稼業』を見て沖の演技に注目した『太陽にほえろ!』のプロデューサー岡田晋吉により、1976年9月、『太陽にほえろ!』（日本テレビ）のレギュラーとして城北署から七曲署に転勤した滝隆一（スコッチ刑事）役として出演し、爆発的な人気を得ることとなる。高視聴率番組だった『太陽にほえろ!』は、チームワークが絶好調でメンバー同士の対立が全く考えられない状況であり、ある種のマンネリズムを危惧した岡田が、「七曲署に波風を立てる役」として、新人俳優では無理と考えて、拝み倒して出てもらったという。難しい役を演じるために、現場でも遠くで一人でポツンとして役づくりに徹していたという。勝野洋演じる殉職したテキサス刑事の後任として登場して翌1977年3月まで、沖本人の希望により半年間契約で出演し、山田署へ転勤という形で一旦降板した。
1978年、沖は同じ岡田晋吉企画の刑事アクションドラマ『大追跡』、『姿三四郎』での準主役等を経て、1979年にアクションコメディドラマ『俺たちは天使だ!』（日本テレビ）に主演、沖本来の明るいキャラクターを前面に出した、陽気で伊達男のキャップこと主人公・麻生雅人役を演じ茶の間の人気を博した。この時期には準主役、助演ながらの東宝映画への出演も多く、市川崑、岡本喜八ら巨匠監督とも組んで映画俳優としての将来性も期待されていた。しかし、他にも多くの映画出演のオファーがあり、沖も出演を希望していたにもかかわらず、事務所は撮影に時間を要する映画の仕事よりも稼働率のいいドラマへの出演を勝手に決めていたため、出演する時間的余裕が無く、いくつかの映画に出演出来なかった。

### 太陽にほえろ!（第2期）
1980年3月、『太陽にほえろ!』と同じ曜日と時間に放送されていたTBSの『3年B組金八先生』に押され、視聴率が低下してきた時に、視聴者たちから番組宛に「何とか沖を復帰させて欲しい。」との声が多数届き『太陽にほえろ!』に復帰を果たす。沖は再登場に乗り気ではなかったが、東宝との関係や岡田プロデューサーの依頼で再登場し、再びレギュラーを務めることとなった。沖は『太陽-』復帰にあたり約1カ月前から走り込みなどを行っていた。また今度は非情な刑事ではなく、人間味のある刑事を演じたいと語っていた。同年には山口百恵引退作『古都』へ出演したが、その後スケジュールなど様々な原因や、沖が死亡したことで、沖にとって最後の映画出演となった。
1981年、大島渚監督『戦場のメリークリスマス』においてヨノイ役の有力な最終候補者であったが、撮影スケジュールの変更と沖の精神的病により候補者から外れることを余儀なくされ、『八月の濡れた砂』に続いてまたしても映画での大役を逃した。同年には『江戸の朝焼け』でも主演を務めたが、他にもレギュラー番組をいくつか抱える過密スケジュールの中、沖は精神的な不安定度が高くなり、同年4月11日に実の父の墓参りに向かうため東名高速道路でキャデラックを運転中に自動車事故を起こしたが、幸い足首の軽い捻挫だけで済み、同時に躁うつ病と診断され2週間入院した。退院後も精神安定剤を服用しながら同年6月1日に現場に復帰したが、肝臓炎の発症や薬の副作用によるむくみや肥満などから躁うつ病が悪化。復帰から3ヶ月後に再び長期間の休養を余儀なくされ、『太陽-』も本来はもう少し長く出演するはずであったが、最終的には病死という形で翌1982年1月に番組から降板することになった。また同年日本テレビで放送された藤竜也主演、沖が出演した『大追跡』の後日談とも言える『プロハンター』への出演を打診されていたが、スケジュールを空けることが出来ず出演はならなかった。
1982年6月には沖雅也 特別公演『「恋剣法・若さま春秋」』で初座長を務めた。

### 自殺
1983年（昭和58年）6月28日の早朝、「おやじ 涅槃で 待つ」という遺書を残し、東京都新宿区西新宿の京王プラザホテル本館最上階（47階バルコニー・高さ170メートル）より警備員の制止を振り切って飛び降り、ビル7階の屋上プールに落ちて全身を強く打ち即死した。31歳だった。その後の大阪での舞台公演『一心太助』では、日活時代顔立ちが似ているとされていた小林旭が代役を務めた。偶然にも沖が徳川家光役で出演していたドラマ『大奥』でも同日の放送で死を迎える設定であった。また、『必殺』の制作局だった朝日放送は、逝去した週末深夜に追悼番組として沖のデビュー作『ある少女の告白・純潔』（1968年 日活 、森永健次郎監督、丘みつ子主演）を放映した。
- 遺書にある「おやじ」とは、1975年に養子縁組した義父であり所属事務所の社長でもあった日景忠男のことである。沖は自宅に彼宛の二通の遺書を残していた。また日景自身も親しくしていた坂口良子や、沖と家族ぐるみの交流があった吉沢京子を沖の婚約者にしたいと言っていたことがあったという[22]。
- 沖は飛び降り自殺をした際、出演したテレビドラマ『蒲田行進曲』原作者で演技指導を受けたつかこうへいの名でホテルにチェックインしており、遺書にはつかの名前を使ったこと・京王プラザホテルに対し自殺場所としたことをそれぞれ詫びる文面があった[23]。ホテルの部屋備え付けのメモに遺書を残したあと屋上へ向かい、まずは一服し、警備員が目を離した隙にフェンスをよじ登った。気が付いた警備員が「危ない!」と声を掛けた時には既にフェンスを乗り越える寸前で間に合わなかった[1]。警備員は自殺直前の沖の様子について、沖だとはわからなかったと証言している[1]。日景曰く沖の遺体は背中から落下したため、顔は無傷だったという。

沖の突然の死は芸能界や世間に大きな衝撃を与え、自殺直後の6月30日に密葬、1か月後に事務所主催の葬儀・告別式が行われ、つかが葬儀委員長を務めた。密葬と葬儀には勝野洋、ロミ・山田、美輪明宏、二谷英明、柴田恭兵、坂口良子、渡辺美佐子らが弔問に訪れ、柴田、坂口らが弔辞を読んだ。平幹二朗は沖のことを「胡蝶蘭のような人」と語ってその死を惜しんでいる。
- 必殺シリーズで共演した藤田まことによると、沖は話が突然飛ぶなど精神的に不安定であったと死亡日の夕刊新聞に語っていた[1]。
- 京都松竹撮影所の渡辺寿男によると、沖は死の1週間ほど前に撮影所を訪ねて来たが、「東映の仕事のついでに寄ったのだと当時は考えたが、後で思えば別れのあいさつであったのだろう」と語っている[25]。また『大追跡』で監督を務めた村川透は、沖の死の少し前に京都駅で偶然沖と鉢合わせ、短い会話をしたと話している[26]。
- 沖と親しかった渡辺篤史は、沖の死について、沖が普通の人の倍のスピードで生きていたので疲れてしまったのだろうと話していた[27]。
- 戒名は「本然院雅道誠実居士」。沖の墓所は長谷寺（東京都港区）に建立されている[28]。
- 石原裕次郎とは裕次郎自らが企画し最後の日活での映画出演となった『男の世界』以来の付き合いであり[29]、裕次郎は沖の自殺に大きなショックを受けた[29]。そのことから『太陽にほえろ!』の最終回では裕次郎による完全なアドリブで沖が演じたスコッチの名前を出し、命の大切さを強調した[29]。

## エピソードなど
- 『さぼてんとマシュマロ』で共演した片岡五郎は沖について、「衝撃的であった。マンガの世界から飛び出してきた様で、世の中にこんなにいい男が居るのかと思った。また沖は研究熱心でセリフの覚えが早く、役者になる為に生まれてきた様な男であり、女に大変もてていた」と回想、また沖が三枚目の役を演じたがっていたとインタビューで話した[30]。
- 『必殺仕置屋稼業』の監督を務めた蔵原惟繕は「沖の事は日活時代から知っていたが、沖の中に見える影の部分を生かした演出をしようと思った」と語り、また「その沖の影の部分が後の自殺に繋がったのだと思う」とも語った[31]。
- 必殺のプロデューサーの山内久司によると、沖を必殺に起用した理由について、「まだ演技は下手だが、何かあると思ったから起用した」と語った。また藤田まことや山内らと共に北陸の宿で飲んでいた際も途中で一人部屋に帰ったり、周りが歌を歌っても、共に歌う事や、猥談に加わる事も無かった。また沖は、男くさい京都の撮影所では、少々浮いていた事を語った[32]。
- 日活時代からの知り合いであり、大追跡で久々に再会した藤竜也は、日活時代はあどけない子供の様であったが、再会した沖はまるで白銀の鎧を着た王子の様に見えたと回想した[33]。
- 『俺たちは天使だ!』の麻生雅人役は生前、非常に気に入っており、遺書にも「自分の遺影には『俺たちは天使だ!』の写真を使って欲しい」と書いてあった。沖としては「自分自身の本来の姿が一番出ていた役柄」がこの麻生雅人と考えていた[34]。この役でファン層を広げ、若年世代からも多くのファンレターが届いた[13]。
- 『俺たちは天使だ!』においてはヘリコプターの足に捉まったまま飛ぶなどの危険なシーンも、スタントマンを使わず自らやりたいと申し出て撮影された[35]、また、同作の監督を務めた木下亮は、沖について「華のあるいい役者であった」と回想した[35]。
- 『俺たちは天使だ!』で着用したイヴ・サン＝ローランの衣装は私生活でも愛用しており、私服のほとんどはサン＝ローランのものだった[36]。フランス旅行が好きで年末年始はパリで過ごすのが常であった[37]。
- 『新・江戸の旋風』、『江戸の朝焼け』で共演した小林桂樹も沖の俳優としての可能性を評価していた一人で、沖の死後「僕言ったんですよ、お前は、これから良くなるよって」とコメントしている[38]。
- 下川辰平は沖について、真面目過ぎるくらい真面目な男で、自分にとっては、細かい所まで気が付く、かわいい存在であった、これからの時代劇をしょって立つ俳優に必ずなれた、と評価していた[39]。
- 竜雷太は、本質的には明るく、人を喜ばすのが好きで、サービス精神は旺盛だったが、「スターとはこうあるべき」みたいなものが自分の気持ちを押さえたり、クールさを装っていたのではないか。スター性は十分で大きな役者になれると思っていたが、自分の生き方みたいなものと、大人になろうとする前向きの姿勢が、ぴったりかみ合わず、目的地への線路にしっかりと乗れないような不安があったと語っている[40]。
- 小野寺昭は、二枚目だけど、それだけでは終わらない異色の俳優になるのではと秘かに思っていた。麻雀では几帳面な性格が出ていて、イチかバチかの大勝負は絶対せず、キチンと計算しつつ静かにゲームを楽しみ、休憩中でもだらしない部分は見せなかった。ほんの少し、堅苦しさを取りされば楽だったのでは、と語っている[40]。
- 木之元亮は、すごく真面目だけど非常にヒョーキンで、ジョギングや運動などで健康にも気を使う人で、飯をよく食べ、中華料理が大好きだったと語っている[40]。
- 山下真司は、面白い話をうまく聞かせる人で、冗談に笑わされっぱなしだった。手を使わないで、口をねじらせたりして、グチャグチャな顔にするのがうまかったが、内に秘めたナイーブさの裏返しだったのでは。常に真剣で、仕事に対する情熱、集中力は並外れており、いろんな意味であまりにストイックになりすぎたと語った[40]。
- 『太陽にほえろ!』では、若手のリーダー格となっていたが、実際の年齢は宮内淳と神田正輝は沖より2歳年上で、木之元亮と山下真司は沖より1歳年上だった。
- 『太陽にほえろ!』、江戸シリーズなどの監督を務めた高瀬昌弘は沖をとても評価していた。沖雅也と大追跡の本のインタビューの折りに『江戸の激斗』にゲスト出演した沖の演技を気に入った事を述べた[41]。高瀬が気に入った事が、新江戸の旋風、そして江戸の朝焼けの主演へと起用された要素の一つであり、また沖からパリの土産にネクタイをもらい、インタビューが行われた時点でも所有しているが、ほとんど使用する事が無かったことも語っている[42]。
- 『地球へ…』の出演について沖は、『スターウォーズ』や『未知との遭遇』といったサイエンスフィクションに興味を持っていたことに加え、以前出演したドラマで恩地日出夫監督から受けた演出に感銘を受けファンになり、恩地が監督を務めると解るとすぐに出演を決めたと話した[43]。
- テレビアニメスペシャル『ルパン対ホームズ』（1981年放映）ではシャーロック・ホームズ役の山城新伍を相手に、アルセーヌ・ルパン役を担当する予定だった。しかし、収録現場に姿を見せず、前述の交通事故を起こしていたため、急遽広川太一郎が代役を務めることになった[44]。
- 深作欣二は『仁義なき戦い』で起用してみたかった俳優として、沖と水谷豊の名前を挙げた[45]。
- 大追跡のプロデューサー山口剛は、沖の身体能力が素晴らしく、また激しいアクションの後でも端正な顔が崩れないでいたと話している[46]。また沖が出演した数々の作品で擬斗を務めた林邦史朗は沖について、ただアクションが上手いというだけではなく、独特の何かを持っていたと回想した[47]。
- 目標とする役者は必殺仕置人で共演した山﨑努、他に三國連太郎、ポール・ニューマンと話していた[48]。
- 趣味は麻雀[13]、またアール・ヌーヴォー期のアンティーク収集。これは多くのコレクションが集まり家が手狭になり大きなマンションに移った程であった[13]。また盆栽も趣味であり[13][36]、沖の育てた盆栽が国風盆栽展で2位に入賞したことがあった[13]。盆栽の数が多すぎて一部を大宮の盆栽村に預けていた程であった[13]。関連は不明ながら『太陽にほえろ!』のスコッチ刑事役も盆栽が趣味という設定になっていた。
- 夢はスイスに城を購入することとしていた[48]。
- 沖は貸し借りの人間関係が嫌で、友人を作らず一人で行動する事を好んだが、渡辺篤史、柴田恭兵らとは親交が深く[49]、柴田とは大追跡で共演以来親しく、共演後も電話で話すなどの間柄であった[50][51]が、沖の死後沖について語ることは無くなった。
- 好みの女性のタイプは内外に清潔感があり、心が純粋な人と話していた[48]。
- 芸名と顔立ち、同期デビューで、ブレイクした時期も似ていることから『さぼてんとマシュマロ』、『細腕一代記』で共演した仲雅美と混同されることが頻繁にあったが、似ているということで対談の機会も多く[52]、個人的な親交もあった[53]。
- 1983年の大河ドラマ『徳川家康』に真田幸村役で出演予定であったが[54]、撮影時は既に故人となっていたため、若林豪が代役を務めた。
- 勝野洋は2016年の日刊ゲンダイのデジタル版のインタビューで、勝野がマネージャーと京都のホテルで飲んでいた時、偶然沖とマネージャーに遭遇し共に飲んだ事を語った[55]。

## 出演

### 映画
- ある少女の告白 純潔 （1968年、日活） - 近藤徹
- 花ひらく娘たち（1968年、日活） - 柿崎大助
- 恋のつむじ風　（1969年、日活） -
- 前科シリーズ（日活）
  - 前科 仮釈放（1969年） - 谷原健
  - 前科 ドス嵐（1969年） - バタスケ
- やくざ非情史 血の盃（1969年、日活）
- やくざの横顔（1970年、日活） - 貞夫
- 盛り場仁義（1970年、日活）
- 斬り込み（1970年、日活） - 雅美
- 花の特攻隊 あゝ戦友よ（1970年、日活） - 小野真吉
- 反逆のメロディー（1970年、日活） - 青山
- いちどは行きたい女風呂（1970年、日活） - 東雲次
- 土忍記 風の天狗  (1970年、日活） - 紋次
- ネオン警察 女は夜の匂い（1970年、ダイニチ映配） - オサム
- 新宿アウトロー ぶっ飛ばせ (1970年、ダイニチ映配） - リキヤ
- 男の世界（1971年、日活） - 緒方修
- 関東流れ者（1971年、日活） - 滝村洋
- 流血の抗争（1971年、日活） - 田村徹
- 高校生無頼控（1972年、東宝） - 村木正人
- ときめき (1973年、松竹) - 水野
- 男じゃないか 闘志満々 (1973年、松竹)
- 恋は放課後 (1973年、松竹) - 田所祐吉
- ザ・ゴキブリ（1973年、東宝・石原プロモーション） - 橋本
- あした輝く (1974年、松竹) - 加賀中尉
- 白熱デッドヒート（1977年、東宝） - 島本三郎
- 惑星大戦争（1977年、東宝） - 室井礼介[56][3]
- 北村透谷 わが冬の歌 (1977年、ATG) - 石坂公歴
- 女王蜂（1978年、東宝） - 多門連太郎
- 火の鳥（1978年、東宝） - ウラジ
- ブルークリスマス（1978年、東宝） - 原田
- 乱れからくり（1979年、東宝） - 馬割朋浩（特別出演）
- トラブルマン 笑うと殺すゾ（1979年、東宝）
- 地球へ…（1980年、東映アニメ映画） - キース・アニアン[57]
- 古都（1980年、東宝） - 竜助

### テレビドラマ
- 犬と麻ちゃん（1969年、NET） - 野村誠
- 火曜日の女シリーズ 高校生ブルース クラスメイト（1971年、NTV） - 河合良一
- 金メダルへのターン!（1971年、CX / 東宝） - 立花一平
- さぼてんとマシュマロ（1971年 - 1972年、NTV） - 伊藤仁
- おれは男だ!（1971年、NTV / 松竹） - 第32話
- だから大好き!（1972年、NTV） - ハヤト王子（伊集院隼人）
- 1・2・3と4・5・ロク（1972年、TBS） - 長島ヤスオ
- 気になる嫁さん（1972年、NTV / ユニオン映画） 21話,22話　- 村上水守
- 青春をつっ走れ! 12話（1972年、CX）
- キイハンター（1972年、TBS / 東映） - 滝裕二
  - 第210話「いんちきキイハンター探偵局」
  - 第216話「ギャーッ！女だけを殺す病院」
  - 第218話「ブラジル農協ギャング捕物帳」
  - 第230話「殺し屋グラマー大行進！」
  - 第234話「頑張れ！小さなカウボーイ 死の谷の決斗」
- 小さな恋のものがたり（1972年、NTV） - 村上つとむ（サリー）
- 太陽にほえろ!（NTV / 東宝）
  - 第10話「ハマッ子刑事の心意気」（1972年） - 久保刑事（神奈川県・浜崎警察署）※ゲスト出演
  - 第217話「スコッチ刑事登場!」 - 第244話「さらば、スコッチ!」（1976年〜1977年） - 滝隆一（スコッチ刑事、東京都・七曲警察署→東京都・山田警察署）※レギュラー出演
  - 第274話「帰ってきたスコッチ刑事」（1977年） - 滝隆一（山田警察署） ※ゲスト出演
  - 第300話「男たちの詩」（1978年） - 滝隆一（山田警察署） ※ゲスト出演
  - 第399話「廃墟の決闘」 - 第456話「ボス、俺が行きます!」（1980年 - 1981年） - 滝隆一（山田警察署→七曲警察署） ※レギュラー出演
  - 第463話「六月の鯉のぼり」 - 第476話「ラガー刑事登場!」（1981年） - 滝隆一（七曲警察署） ※レギュラー出演
  - 第491話「ドックのうわごと」 - 第493話「スコッチよ静かに眠れ」（1982年） - 滝隆一（七曲警察署） ※レギュラー出演
- 光る海（1972年 - 1973年、CX） - 野坂孝雄
- 嫁の縁談（1973年、ABC） - 大町辰次
- GO!GOスカイヤー（1973年、CX） - 天地隼人
- 必殺シリーズ（ABC / 松竹）
  - 必殺仕置人（1973年） - 棺桶の錠
  - 必殺仕置屋稼業（1975年） - 市松
  - 必殺仕業人（1976年） - 蜆売り[注釈 2]
  - 必殺からくり人・富嶽百景殺し旅（1978年） - 唐十郎
  - 必殺シリーズ10周年記念スペシャル 仕事人大集合（1982年） - 棺桶の錠
  - 年忘れ必殺スペシャル 仕事人アヘン戦争へ行く 翔べ!熱気球よ香港へ（1983年） - 棺桶の錠（フィルム出演）[注釈 3]
- 天皇の世紀 第二部（1973年、ABC） - 坂本竜馬
- おやじの嫁さん（1973年、CX）
- 新十郎捕物帖・快刀乱麻（1973年 - 1974年、ABC） - 小山田鉄馬
- 銀河テレビ小説（NHK総合）
  - 三四郎（1974年） - 小川三四郎
  - つかこうへいのかけおち'83（1983年7月25日 - 1983年7月29日） - 萩原 役
- 幡随院長兵衛お待ちなせえ（1974年、MBS / 東宝 / 俳優座映画放送） - 唐犬権兵衛
- バーディー大作戦（1974年、TBS / 東映） - 韋駄典介
- 青葉繁れる（1974年、TBS） - 渡部俊介
- ふりむくな鶴吉（1974年 - 1975年、NHK総合） - 鶴吉
- おからの華（1974年 - 1975年、YTV）
- 北都物語（1975年、YTV） - 樋口良
- はぐれ刑事（1975年、NTV / 国際放映 / 俳優座映画放送） - 影山建三郎
- 木下恵介・人間の歌シリーズ / 早春物語（1976年、TBS） - 平野信一
- 隠し目付参上（1976年、MBS / 三船プロ） - 左吉
- 伝七捕物帳 第107話「裏通りの鼠たち」（1976年、NTV） - 狐の芳造
- 横溝正史シリーズ 「悪魔が来りて笛を吹く」（1977年、MBS） - 三島東太郎
- 土曜ドラマ / 松本清張シリーズ・依頼人（1977年、NHK総合） - 河村亮平
- 大追跡（1978年、NTV / 東宝） - 矢吹史朗
- 達磨大助事件帳 第27話「若いのろし」（1978年、ANB / 前進座 / 国際放映） - 啓次
- 姿三四郎（1978年、NTV） - 檜垣源之助、檜垣鉄心 ※二役
- 俺たちは天使だ!（1979年、NTV / 東宝） - 麻生雅人（CAP）
- 体験時代（1979年、12ch） - 多門英太
- 細うで一代記（1979年、YTV） - 一宮
- 土曜ワイド劇場（ANB）
  - 涙・あいつは今夜もいない (1978年4月1日)
  - 復讐 ある女教師の告白 (1978年11月25日)
  - 京都殺人案内 第1作「花の棺」（1979年、ABC / 松竹） - 西川和彦
  - 西村京太郎トラベルミステリー 第3作「北帰行殺人事件」（1982年） - 橋本豊
  - 母に捧げる犯罪（1983年7月9日に「沖雅也追悼作品」の冠で放映[58]）
  - 幻の結婚式 （1985年、松竹）[注釈 4]  - 山田刑事
  - 浴室の死美人 （1985年）[注釈 5] - 岡村喬
- 江戸の波濤（1979年、CX / 東宝 / 映像京都） - 花房律之助
- 江戸の激斗 第18話「復讐の狼」（1979年、CX / 東宝） - 龍次郎
- 同心部屋御用帳 新・江戸の旋風（1980年、CX / 東宝） - 立花精一郎
- 江戸の朝焼け（1980年 - 1981年、CX / 東宝） - 島佐太郎
- 赤かぶ検事奮戦記（1980年、ABC / 松竹） - 法眼正法弁護士
- 新春ワイド時代劇 / 寛永御前試合（1983年、ANB / 東映） - 由井正雪
- 大奥（1983年版）（1983年、KTV / 東映） - 徳川家光
- 時代劇スペシャル / 素浪人罷り通る 去るも地獄残るも地獄（1983年、CX / 三船プロ） - 仙十郎
- 火曜サスペンス劇場 / 天使の復讐（1983年、NTV）
- 日立テレビシティ / 蒲田行進曲（1983年、TBS）
- 新・松平右近 第19話「お夕慕情」（1983年、NTV） - 巳之吉

### バラエティー番組等
- 連想ゲーム（1975年 - 1976年、NHK総合、レギュラー）
- 徹子の部屋（1976年、NET、中尾彬と共に出演)
- ごちそうさま（1979年、NTV、セミレギュラー）
- ズームイン!!朝! 朝のポエム (1979年11月-12月、NTV)
- 水曜スペシャル 燃えろ!石原裕次郎 芸能生活25周年記念 （1979年5月30日、ANB)

### CM
- 森下仁丹「梅仁丹」
- 日本民間放送連盟　(1982年)

### 舞台
- 「ふりむくな鶴吉・冬の女」「新門辰五郎」（1976年10月30日〜11月25日 大阪・中座）
- 沖雅也 特別公演「恋剣法・若さま春秋」（1982年6月1日〜26日 大阪・新歌舞伎座）

## 音楽作品

### シングル
| 発売日           | 規格             | 規格品番         | 面               | タイトル               | 作詞             | 作曲             | 編曲             |
| ユニオンレコード | ユニオンレコード | ユニオンレコード | ユニオンレコード | ユニオンレコード       | ユニオンレコード | ユニオンレコード | ユニオンレコード |
| ---------------- | ---------------- | ---------------- | ---------------- | ---------------------- | ---------------- | ---------------- | ---------------- |
| 1972年4月1日     | EP               | US-737           | A                | 哀しみをこえて         | 千家和也         | 宮川泰           | 宮川泰           |
| 1972年4月1日     | EP               | US-737           | B                | 明日の虹               | 千家和也         | 宮川泰           | 宮川泰           |
| 1972年8月25日    | EP               | US-754           | A                | 君と二人で             | 岩谷時子         | 鈴木邦彦         | 竜崎孝路         |
| 1972年8月25日    | EP               | US-754           | B                | 幸福への出発           | 岩谷時子         | 鈴木邦彦         | 竜崎孝路         |
| 1973年1月15日    | EP               | US-764           | A                | 青春しぐれ             | 小池一雄         | 鈴木邦彦         | 鈴木邦彦         |
| 1973年1月15日    | EP               | US-764           | B                | 青春アパッチ           | 小池一雄         | 鈴木邦彦         | 鈴木邦彦         |
| 1973年           | EP               | US-791           | A                | 孤独の青春             |                  |                  |                  |
| 1973年           | EP               | US-791           | B                | 夜汽車の汽笛が遠ざかる |                  |                  |                  |
| 1974年           | EP               | US-807           | A                | 激愛                   |                  |                  |                  |
| 1974年           | EP               | US-807           | B                | 遠くへ行きたい         |                  |                  |                  |
| 東宝レコード     |                  |                  |                  |                        |                  |                  |                  |
| 1977年           | EP               | AT-4048          | A                | ひとすじの黒髪         | 藤公之介         | あいだじゅんこ   | 土田治一         |
| 1977年           | EP               | AT-4048          | B                | 何も言うな             | 藤公之介         |                  |                  |
| 1977年           | EP               | AT-4057          | A                | ジャックナイフ         | 藤公之介         | 佐々木勉         | 土田治一         |
| 1977年           | EP               | AT-4057          | B                | 季節がひとつ           | 藤公之介         | 土田治一         | 土田治一         |
| 1978年           | EP               | AT-4080          | A                | 裏通りのランプ         | なかにし礼       | 浜圭介           | 田辺信一         |
| 1978年           | EP               | AT-4080          | B                | 嘘が好きだよ           | なかにし礼       | 浜圭介           | 田辺信一         |

### アルバム

#### オリジナルアルバム
| 発売日           | 規格             | 規格品番         | アルバム |
| ユニオンレコード | ユニオンレコード | ユニオンレコード | ユニオンレコード |
| ---------------- | ---------------- | ---------------- | --- |
| 1972年           | LP               | ULP-2008         | 沖雅也 オン・ステージ 1972年8月13日、大分文化会館での実況録音 A面 1. オープニング（～哀しみをこえて～） 2. 沖雅也のあいさつ（～幸福への出発～） 3. 君といつまでも（童謡メドレー：吉沢京子とデュエット） 4. ～嵐の夜～ B面 1. ふりむかないで 2. ～明日の虹～ 3. 沖雅也への質問コーナー 4. ～幸福への出発～君と二人で～エンディング |
| 1973年           | LP               | ULP-2013         | 青春の伝説 沖雅也青春の詩集 1. 海と星 「遠くへ行きたい」 2. ふしあわせの匂い 「山羊にひかれて」 3. 訣別 「さすらい」 4. 初恋 5. 母の伝説 「時には母のない子のように」 6. 妹よ 7. 激愛 「激愛」 |
| 1974年           | LP               | ULP-2015         | 沖雅也 青春白書 A面 1. 不幸海岸 「太陽がいっぱい」 2. 蒼い狼 「愛が終る」 3. 愛の幻影 B面 1. あなたへの旅 「女ひとり」 2. ある愛の詩 「ある愛の詩」 3. 青春白書 「青春白書」 |
| 東宝レコード     |                  |                  | |
| 1976年           | LP               | AX-5009          | 孤独 A面 1. ピアノ弾き 2. 道づれ 3. 雨の中の抱擁 4. 少年（沖雅也作・朗読） 5. 一週間（朗読）／少女よ 6. ひとすじの黒髪 B面 1. 夜行列車（朗読） 2. 惜別 3. SHIKABANE（沖雅也作・朗読） 4. 何も言うな 5. あいつ 6. 四季おりおりに                                                                                                   |
| 1977年           | LP               | AX-5014          | IN DOOR A面 1. 季節がひとつ 2. 屋根裏部屋 3. 俺の噂 4. 仮面舞踏会 5. 何を… 6. 彼奴 B面 1. In Door 2. 電話 3. グッドラック 4. 季節がひとつ 5. 別れの旅立ち 6. 電話 7. ジャックナイフ |
| 1978年           | LP               | AX-7006          | 哀情 A面 1. ひとりよがり 2. 嘘が好きだよ 3. つぐない 4. 未練たっぷり 5. 裏通りのランプ B面 1. 四季おりおりに 2. 夏の哀愁 3. 秋の噂 4. 冬のハーバーライト 5. 四季のおりおりに |

#### オムニバスアルバム
- 「70's TVヒッツ・コレクション テレビ主題歌」（ 2001年12月19日、テイチク、TECD-25464）・・・「君と二人で」が収録されている。

## 写真集
- 七曲署シリーズ 沖雅也 in 太陽にほえろ!（1983年、日本テレビ放送網） ISBN 978-4820383581